# 吉沢景介
吉沢 景介（よしざわ けいすけ）は、日本の小説家。
1979年、講談社主催の星新一ショートショート・コンテスト（現「小説現代ショートショート・コンテスト」）受賞後、ショートショート中心に執筆活動を行っている。世にも奇妙な物語「超・能・力!」（フジテレビ、1990年8月9日放映）の原作者でもある。

## 作品リスト
- できすぎ（小説現代・1979年）
- パラドックス（奇想天外・1979年）
- 絶対安全（ショートショートランド・1981年）
- マイ・ディア・ライフ（ショートショートランド・1984年）
- 鮫（ショートショート劇場2・1986年）
- 誘惑者（ショートショート劇場3・1986年）
- 彼女は夢見る（ショートショート劇場3・1986年）
- 予知能力（ショートショート劇場4・1986年）
- オフシーズン（ショートショート劇場4・1986年）
- ある夜（ショートショート劇場5・1987年）
- 陰のある女（ショートショート劇場5・1987年）
- とかげ（ホシ計画・1999年）
- ペンギンのベンキ屋（ホシ計画・1999年）

## 映像化作品
- 世にも奇妙な物語「超・能・力！」（1990年、フジテレビ系）
  - 出演：仲谷昇／佐野史郎／横須賀昌美／立石凉子／ケン・ウィートン、ほか。
  - 同番組初の原作付き作品である。

## 『痕』おまけシナリオ盗用被害
Leaf（株式会社アクアプラス）が1996年に発売したビジュアルノベル『痕』に収録されていたおまけシナリオの一編において、デビュー作『できすぎ』が盗用されたことから、2ちゃんねる及びPINKちゃんねるで名前が知られたことがある。Leafは2001年に盗用の事実を認めて吉沢及び講談社に謝罪し、問題のおまけシナリオ収録分の店頭在庫を回収した（→竹林明秀）。